# San Pablo, Bolívar
San Pablo är en ort i Colombia.   Den ligger i departementet Bolívar, i den norra delen av landet, 600 km norr om huvudstaden Bogotá. San Pablo ligger 14 meter över havet och antalet invånare är 13 983.
Terrängen runt San Pablo är platt. Runt San Pablo är det ganska glesbefolkat, med 50 invånare per kvadratkilometer. Närmaste större samhälle är María la Baja, 8,4 km söder om San Pablo. Omgivningarna runt San Pablo är huvudsakligen savann.